# Trichilia singularis
Trichilia singularis är en tvåhjärtbladig växtart som beskrevs av C. Dc.. Trichilia singularis ingår i släktet Trichilia och familjen Meliaceae. Inga underarter finns listade i Catalogue of Life.